# Odontites citrinus
Odontites citrinus är en snyltrotsväxtart som beskrevs av M. Bolliger. Odontites citrinus ingår i släktet rödtoppor, och familjen snyltrotsväxter. Inga underarter finns listade i Catalogue of Life.